# Außerordentlicher FDP-Bundesparteitag 1998 (April)
Koordinaten: 52° 30′ 16″ N, 13° 16′ 50″ O

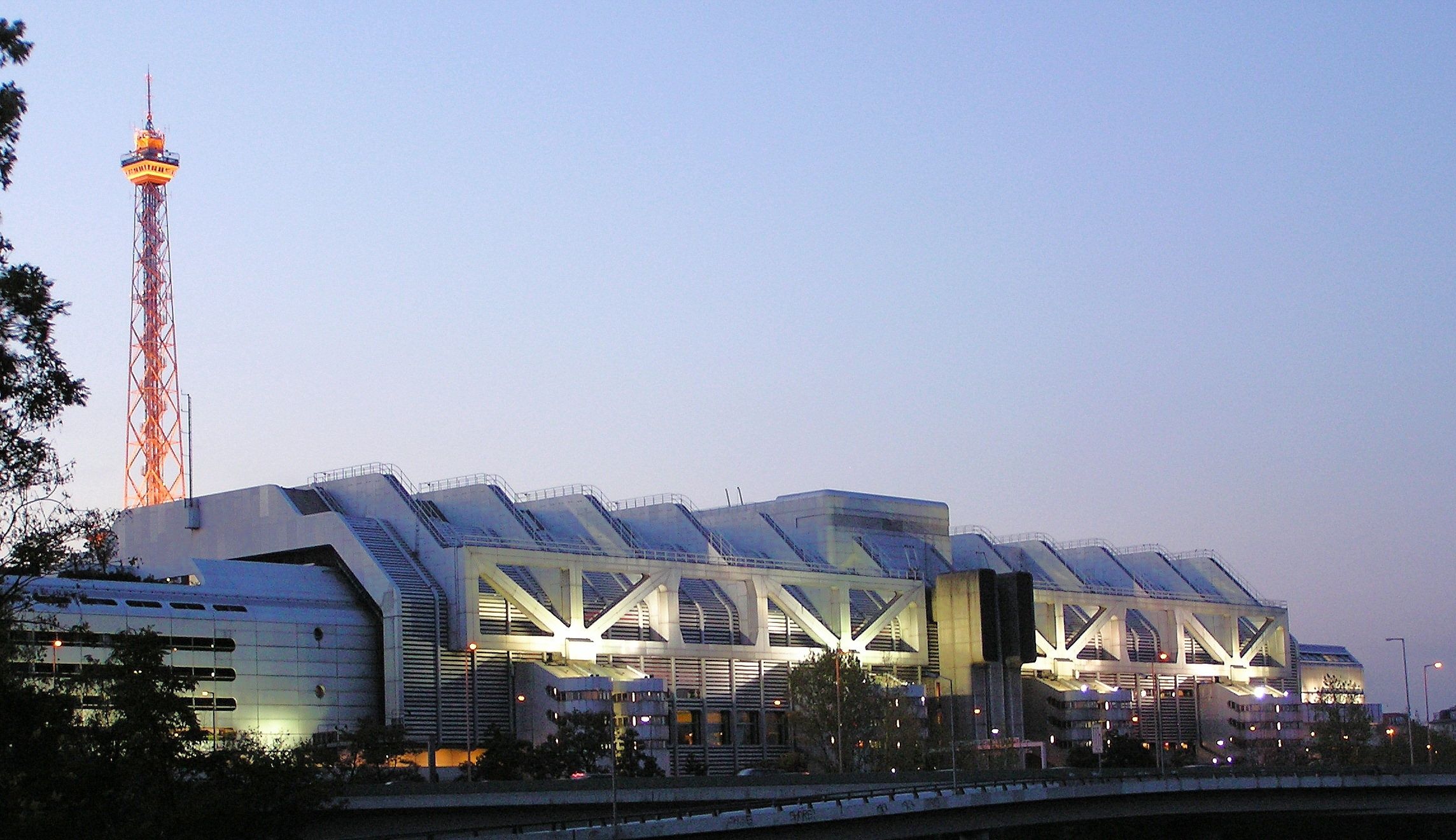
ICC und Funkturm

Den ersten von zwei außerordentlichen Bundesparteitagen 1998 hielt die FDP am 19. April 1998 in Berlin ab. Es handelte sich um den 15. außerordentlichen Bundesparteitag der FDP in der Bundesrepublik Deutschland.

## Verlauf
Thema des Parteitags war die „Zukunft der Arbeit in Deutschland“. Der Bundesvorsitzende Wolfgang Gerhardt hielt eine Grundsatzrede mit dem Titel „Soziale Sicherheit heißt Arbeit“. Anschließend folgte eine Podiumsdiskussion zum Thema „Arbeit muß sich wieder lohnen“, an der unter anderem der Präsident der Bundesvereinigung der Deutschen Arbeitgeberverbände Dieter Hundt, der Präsident des Zentralverbandes des Deutschen Handwerks Dieter Philipp, der Präsident der Bundesanstalt für Arbeit Bernhard Jagoda, der Ehrenvorsitzende der Gewerkschaft Bergbau, Chemie und Energie Hermann Rappe sowie der Wirtschaftsminister von Baden-Württemberg Walter Döring teilnahmen. Die Leitanträge „Arbeitsplätze für Deutschland“ und „Leistung für die neuen Länder“ brachten Bundeswirtschaftsminister Günter Rexrodt sowie die stellvertretende Bundesvorsitzende Cornelia Pieper ein. Das Schlusswort hielt der rheinland-pfälzische Wirtschaftsminister Rainer Brüderle.